# Drosophila rectangularis
Drosophila rectangularis är en tvåvingeart som beskrevs av Alfred Sturtevant 1942. Drosophila rectangularis ingår i släktet Drosophila och familjen daggflugor.
Artens utbredningsområde är Mexiko.